# رافائل دی مارتینو
رافائل دی مارتینو (انگلیسی: Raffaele De Martino؛ زادهٔ ۸ آوریل ۱۹۸۶) بازیکن فوتبال اهل ایتالیا است.
از باشگاه‌هایی که در آن بازی کرده‌است می‌توان به باشگاه فوتبال آ.اس. رم، باشگاه فوتبال اودینزه، باشگاه فوتبال کروتونه، و باشگاه فوتبال آولینو اشاره کرد.
وی همچنین در تیم‌های ملی فوتبال زیر ۲۱ سال ایتالیا بازی کرده‌است.